# Aínsa-Sobrarbe
Aínsa-Sobrarbe, manchmal auch nur Aínsa, ist eine aus der Kleinstadt Aínsa sowie mehreren Dörfern und Weilern (pedanías) bestehende nordspanische Gemeinde (municipio) in der Provinz Huesca in der Autonomen Gemeinschaft Aragón. Der alte Ortskern mit seinem großen Hauptplatz (Plaza Mayor) wurde als Kulturgut (Bien de Interés Cultural) in der Kategorie Conjunto histórico-artístico eingestuft.

## Lage und Klima
Aínsa liegt auf einer felsigen Anhöhe in den südlichen Ausläufern der Pyrenäen zwischen den Flüssen Cinca und Ara am Nordende eines Stausees (Embalse de Mediano) etwa 100 Kilometer (Fahrtstrecke) nordöstlich von Huesca. Andorra la Vella liegt etwa 220 Kilometer östlich von Aínsa, die alte Bischofsstadt Jaca liegt gut 70 Kilometer westlich. Das Klima ist gemäßigt; Regen (ca. 660 mm/Jahr) fällt übers Jahr verteilt.

## Gemeindegliederung
| - Aínsa - Arcusa - Arro - Camporrotuno - Castejón de Sobrarbe - Castellazo - Coscojuela de Sobrarbe - El Coscollar - Gerbe | - Guaso - Las Bellostas - Latorre - Latorrecilla - Mondot - Morillo de Tou - Olsón - Paúles de Sarsa - Sarsa de Surta |

## Geschichte
Eine Legende führt den Ursprung des Ortes auf ein Kreuzeswunder in der Zeit der islamisch-maurischen Dominanz über weite Teile der Iberischen Halbinsel zurück, doch wurden bislang keinerlei Anzeichen für die Anwesenheit muslimischer Kultur so weit im Norden Spaniens entdeckt. Die Burg von Aínsa stammt aus dem 11. Jahrhundert und wird als Teil einer christlichen Verteidigungslinie gegenüber Angriffen aus dem Süden (Saragossa) angesehen; in dieser Zeit gehörte Aínsa zum Königreich Nájera. Im 12. Jahrhundert war es die Hauptstadt der ehemaligen Grafschaft Sobrarbe, die im Königreich Navarra aufging, dessen Südhälfte dann im Jahr 1512 auf Befehl von Ferdinand von Aragon innerhalb von nur zwei Wochen durch Fadrique Álvarez de Toledo, 2. Herzog von Alba erobert und in das spanische Kronland integriert wurde.

## Bevölkerungsentwicklung
| Jahr      | 1857 | 1900 | 1950 | 2000  | 2017  |
| Einwohner | 415  | 361  | 662  | 1.595 | 2.128 |

Landflucht infolge der Mechanisierung der Landwirtschaft und eine Neuordnung der Gemeindestruktur führten in den letzten Jahrzehnten des 20. und zu Beginn des 21. Jahrhunderts zu einem deutlichen Bevölkerungswachstum.

## Sehenswürdigkeiten
- Hauptsehenswürdigkeit von Ainsa ist der große langgestreckte Hauptplatz (Plaza Mayor), der zu beiden Seiten von Arkadenhäusern aus Stein umstanden ist. Auffällig ist das vollständige Fehlen von Fachwerk- oder Holzbauten in der gesamten Altstadt; lediglich in den Decken der Arkadengänge werden Holzbalken und Bretter sichtbar.
- Mehrere Steinhäuser (darunter die Casa de Bielsa, die Casa Latorre und die Casa Arnal) gehen auf das 16. und 17. Jahrhundert zurück.
- Weite Teile der aus dem 11. und dem 16./17. Jahrhundert stammenden Burg (castillo) befinden sich in ruinösem Zustand.

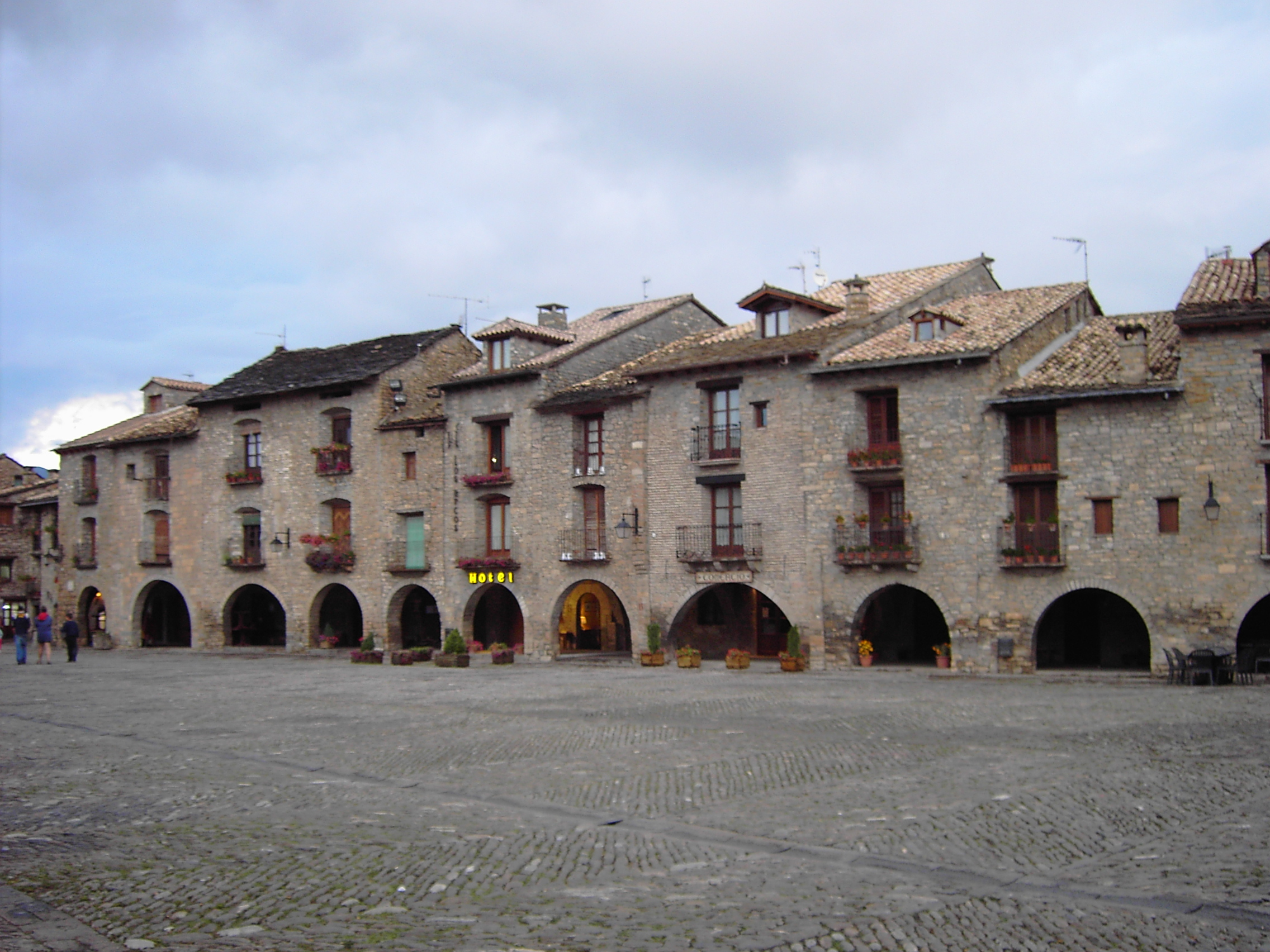
Plaza Mayor
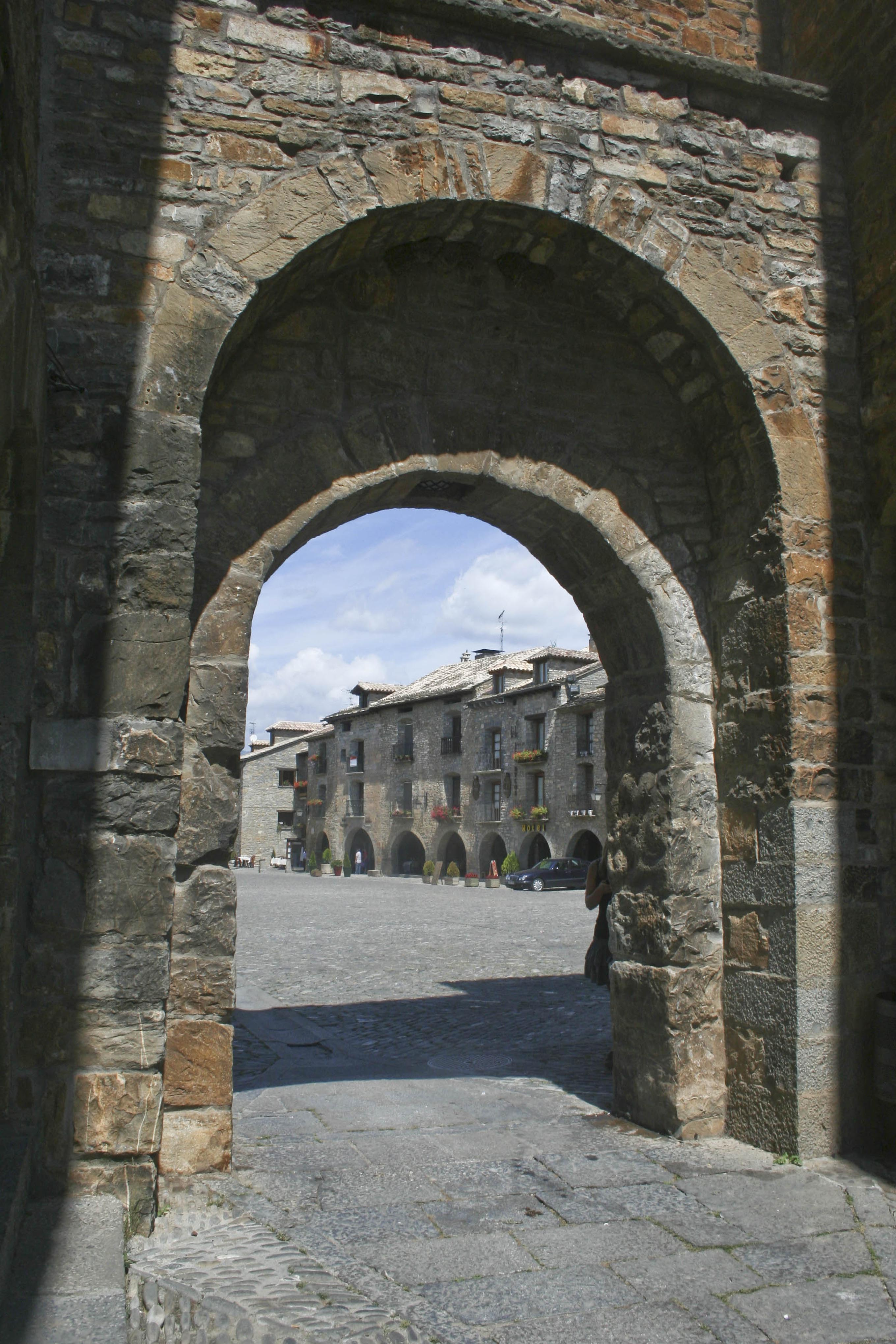
Blick auf die Plaza Mayor
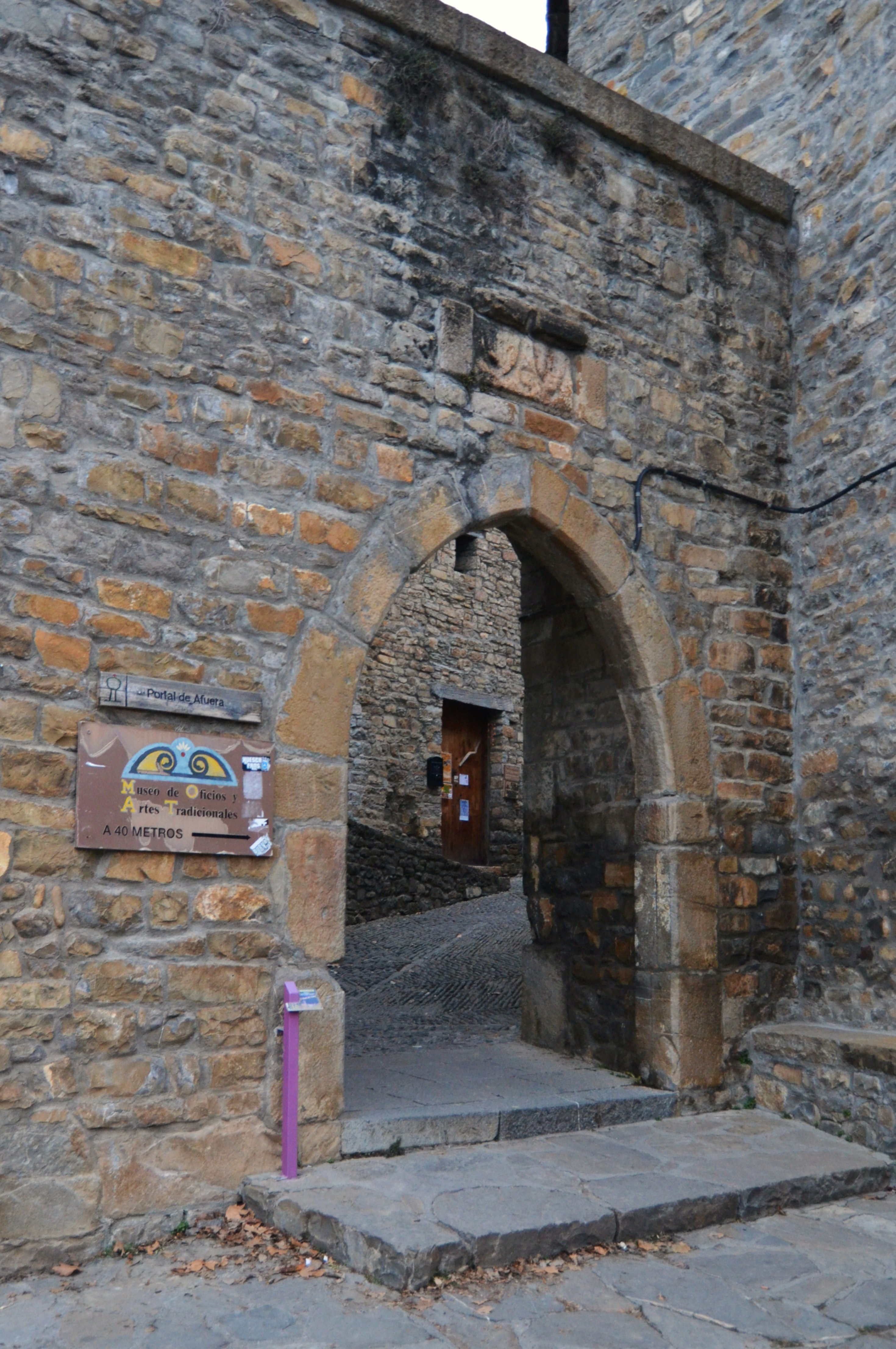
Puerta de Afuera
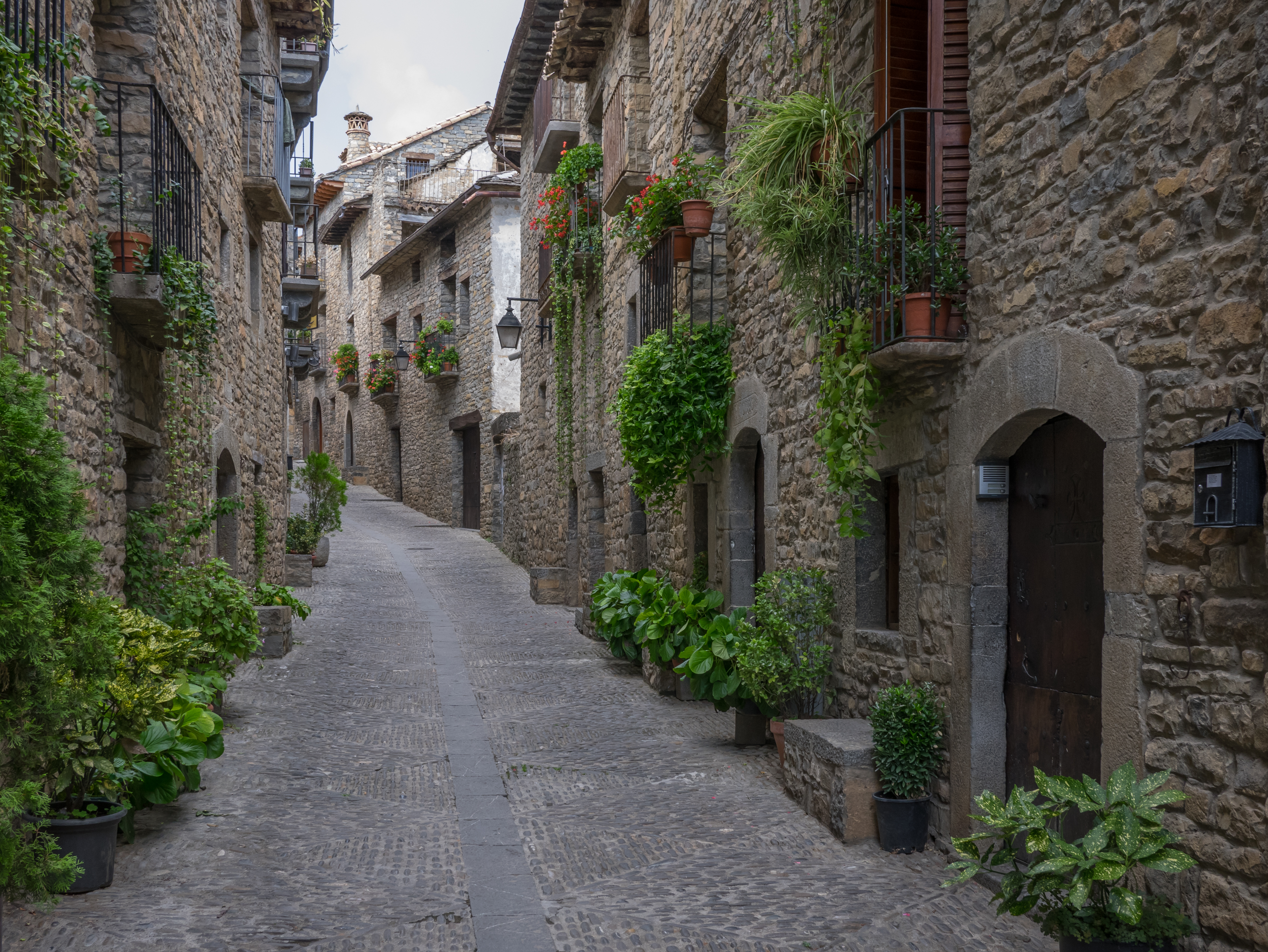
Calle de la Santa Cruz

- Die einschiffige ehemalige Kollegiatkirche (colegiata) Santa María wurde im Jahr 1183 geweiht – sie steht in der Nordostecke des Platzes. Ihr Äußeres beeindruckt durch den wuchtigen romanischen Turm, der in seiner Art für Aragón einmalig ist und eher auf Mitteleuropa verweist, und durch das mehrfach gestufte und von Archivolten überhöhte Südportal. Das einschiffige Innere ist tonnengewölbt. Für Spanien eher ungewöhnlich ist das Vorhandensein einer dreischiffigen Krypta mit nichtfigürlichen romanischen Kapitellen. Der schmucklose kleine und unregelmäßig geformte Kreuzgang (claustro) auf der Nordseite der Kirche stammt aus dem 15. Jahrhundert (Spätgotik) und erinnert an die Tatsache, dass die Kirche ehemals Teil eines Kollegiatstifts war.

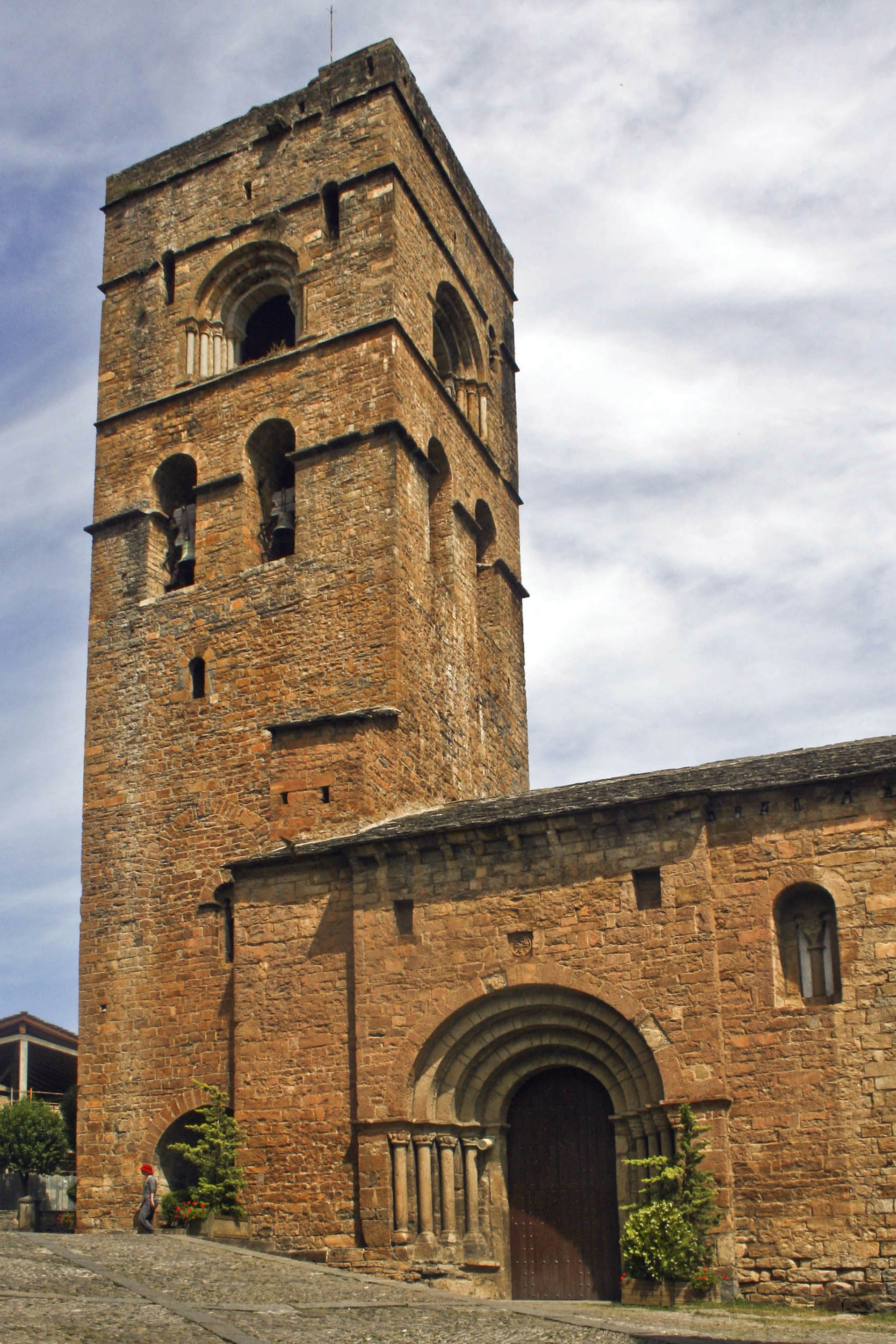
Kollegiatkirche Santa María (Turm u. Portal)
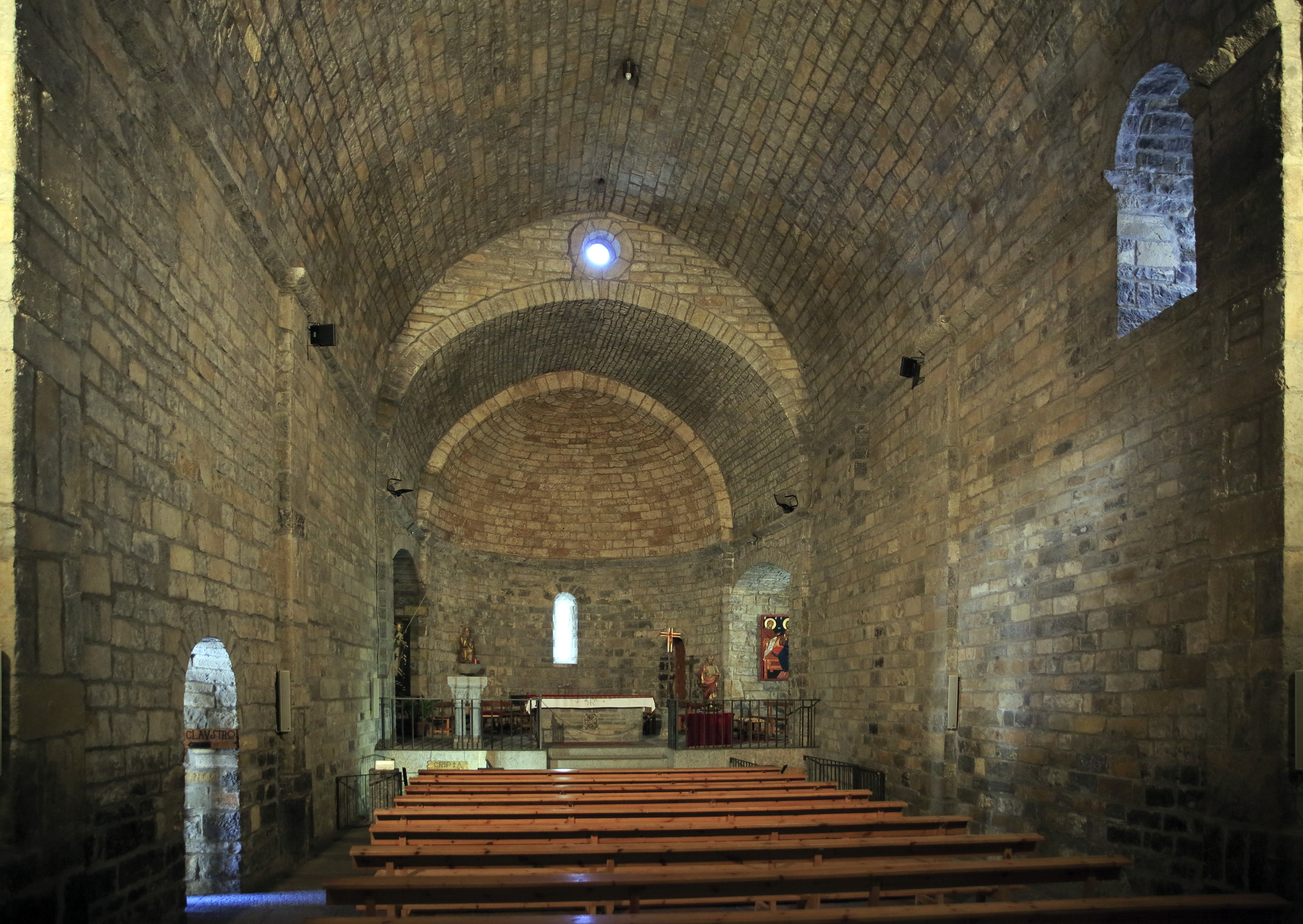
Kirchenschiff und Apsis
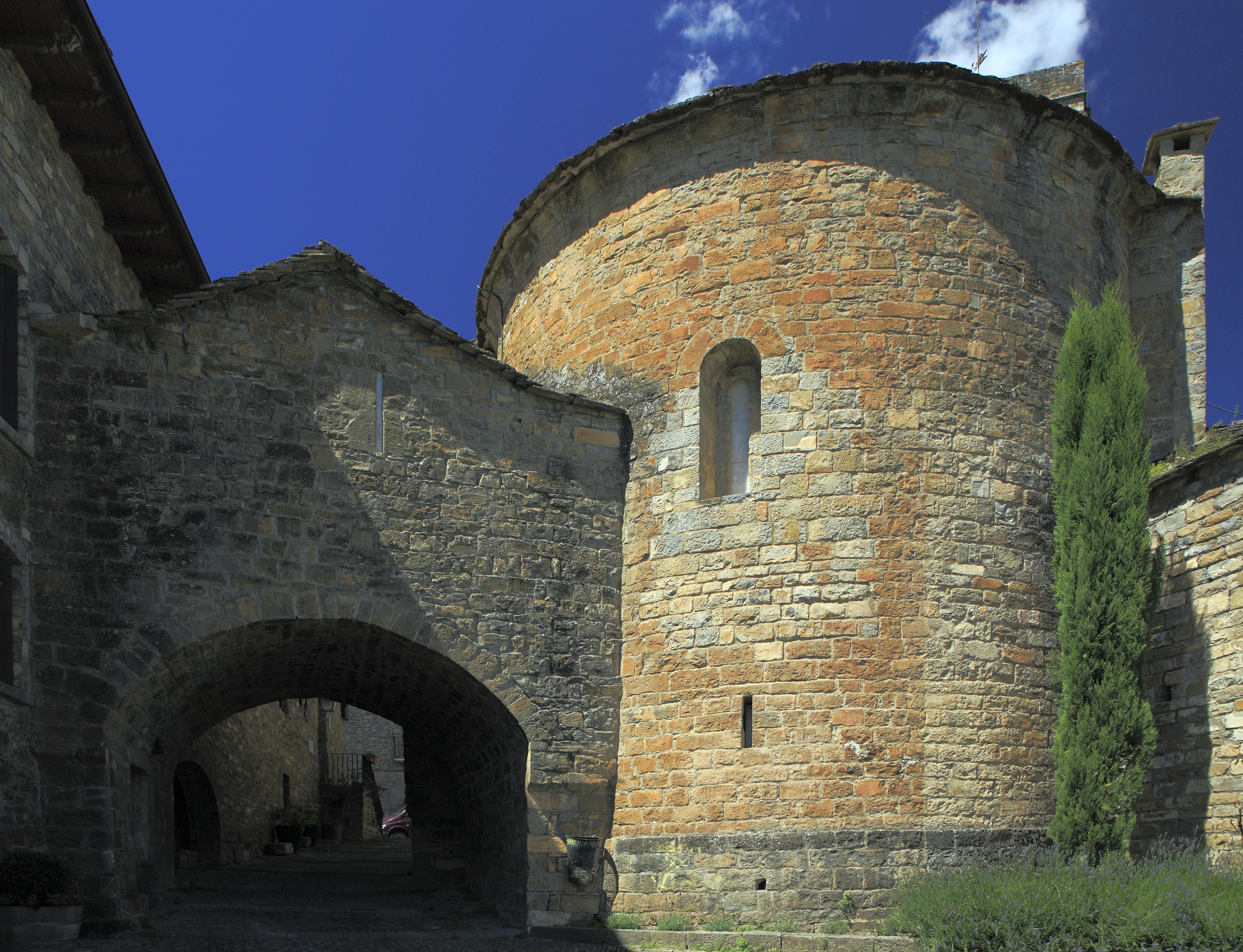
Apsis
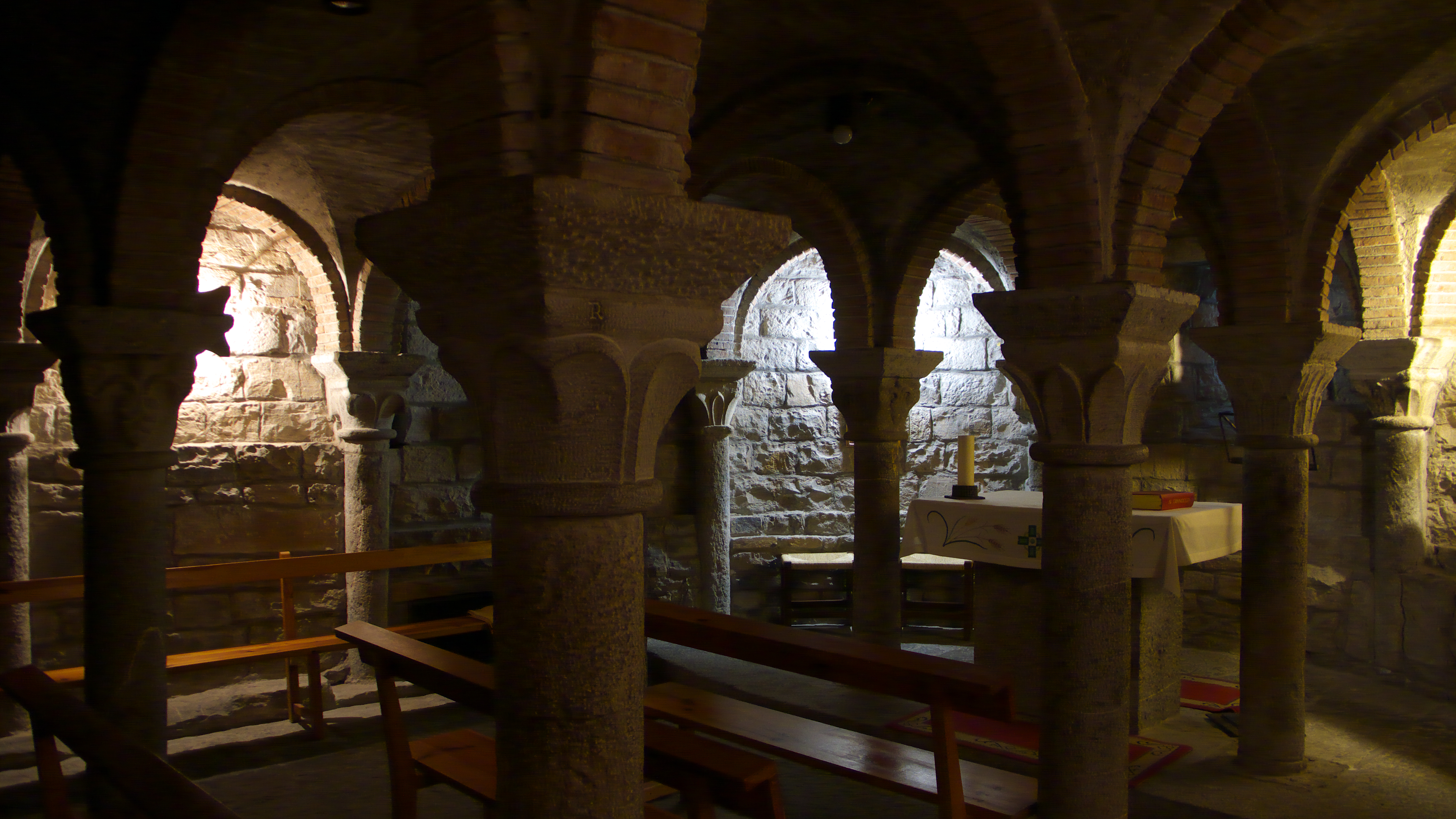
Krypta
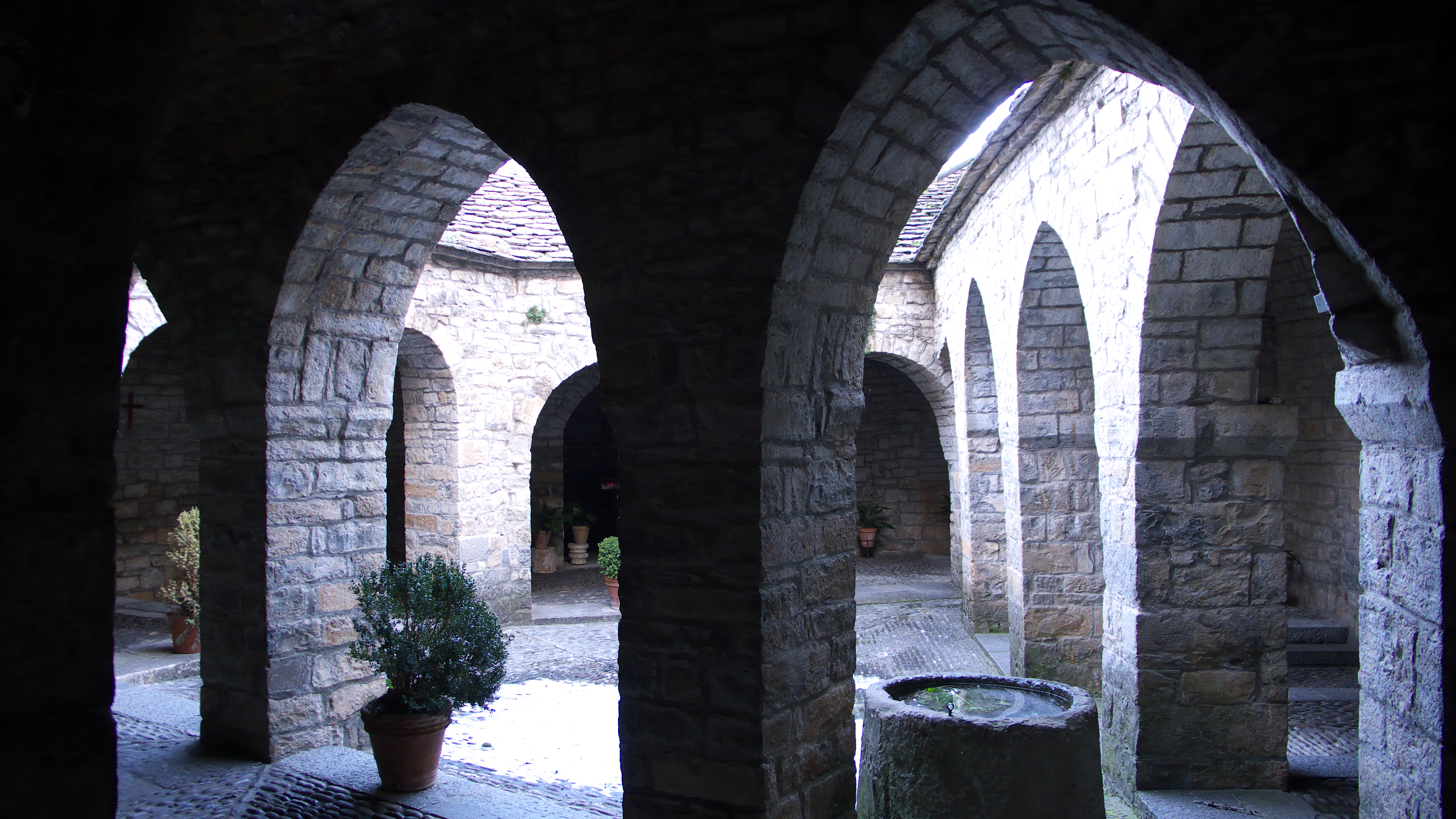
Kreuzgang

## Wirtschaft
Traditionell sind Landwirtschaft, Handwerk und Handel von größter Bedeutung für das Wirtschaftsleben der Gemeinde. Der Tourismus – insbesondere die Vermietung von Ferienwohnungen – kam als Einnahmequelle der Gemeinde hinzu.